# Alfred Bachmann (roddare)
Alfred Bachmann, född den 31 mars 1945, är en schweizisk roddare.
Han tog OS-silver i tvåa utan styrman i samband med de olympiska roddtävlingarna 1972 i München.